# Die Moorsoldaten

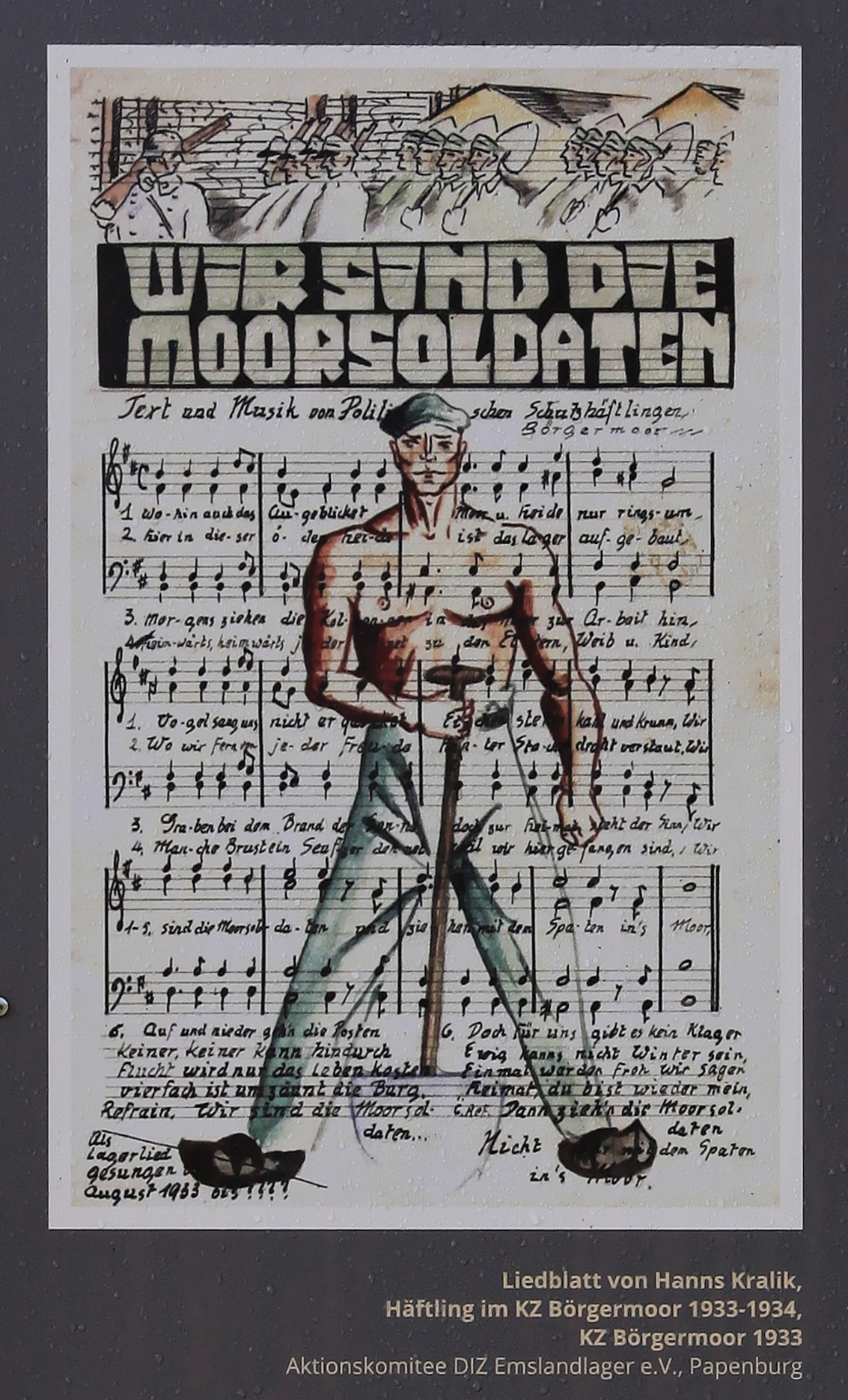
Liederblatt von Hanns Kralik, Häftling im KZ Börgermoor 1933–1934

Die Moorsoldaten, auch als Moorsoldatenlied, Börgermoorlied oder kurz Moorlied bezeichnet, ist ein Lied, das 1933 von Häftlingen des Konzentrationslagers Börgermoor bei Papenburg im Emsland geschrieben worden ist. In diesem Lager wurden vorwiegend politische Gegner des NS-Regimes gefangen gehalten. Sie mussten mit einfachen Werkzeugen wie einem Spaten Zwangsarbeit wie Torfstechen im Moor verrichten.

## Geschichte

### Entstehung
Texter des Liedes waren der Bergmann Johann Esser und der Schauspieler und Regisseur Wolfgang Langhoff, die Musik stammt vom kaufmännischen Angestellten Rudi Goguel. Das Lied wurde am 27. August 1933 bei einer Veranstaltung namens Zirkus Konzentrazani von 16 Häftlingen, überwiegend ehemaligen Mitgliedern des Solinger Arbeitergesangvereins, aufgeführt.
Rudi Goguel erinnerte sich später:

„Die sechzehn Sänger, vorwiegend Mitglieder des Solinger Arbeitergesangsvereins, marschierten in ihren grünen Polizeiuniformen (unsere damalige Häftlingskleidung) mit geschulterten Spaten in die Arena, ich selbst an der Spitze in blauem Trainingsanzug mit einem abgebrochenen Spatenstiel als Taktstock. Wir sangen, und bereits bei der zweiten Strophe begannen die fast 1000 Gefangenen den Refrain mitzusummen. […]

Von Strophe zu Strophe steigerte sich der Refrain, und bei der letzten Strophe sangen auch die SS-Leute, die mit ihren Kommandanten erschienen waren, einträchtig mit uns mit, offenbar, weil sie sich selbst als ‚Moorsoldaten‘ angesprochen fühlten. […]

Bei den Worten ‚… Dann ziehn die Moorsoldaten nicht mehr mit den Spaten ins Moor‘ stießen die sechzehn Sänger die Spaten in den Sand und marschierten aus der Arena, die Spaten zurücklassend, die nun, in der Moorerde steckend, als Grabkreuze wirkten.“

Zwei Tage nach der ersten Aufführung wurde das Lied von der Lagerleitung verboten. Trotzdem war es das Wachpersonal des Lagers, das wiederholt verlangte, dass das Lied von den Häftlingen auf ihren Märschen zum Arbeitsplatz gesungen wurde.

### Verbreitung

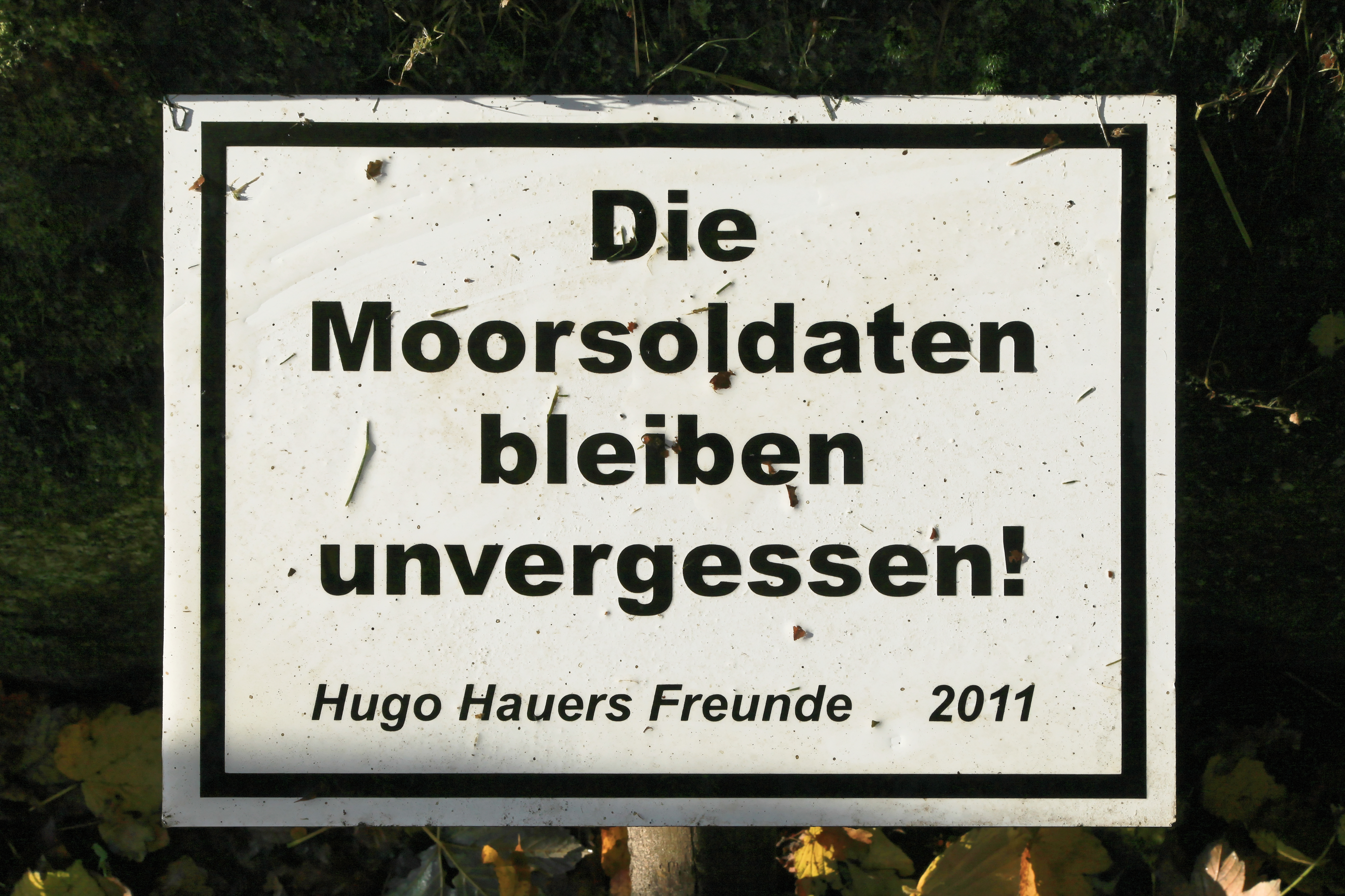
Erinnerungstafel im KZ Börgermoor

Durch entlassene oder in andere Lager verlegte Gefangene wurde das Lied über Börgermoor hinaus bekannt. Im September 1933 haben etwa 20 Frauen ihre im Lager Börgermoor inhaftierten Ehemänner/Partner besucht. Hanns Kralik hat dabei den Text des Moorsoldatenliedes in einer Bastschale versteckt an seine Frau Lya Kralik übergeben. So wurde das Lied erstmals bekannt. 1935 lernte es der Komponist Hanns Eisler in London kennen. Er überarbeitete die Melodie für den Sänger Ernst Busch. Dieser schloss sich während des Spanischen Bürgerkrieges (1936–1939) den Brigadas Internacionales an, den Internationalen Brigaden, die die Spanische Republik gegen den Putschisten Franco verteidigten. Dadurch wurde das Lied verstärkt international bekannt. Doch der originale Anfang der Melodie von Rudi Goguel mit drei gleichen Tönen klingt weniger zuversichtlich als die Version von Eisler. Goguel hatte mit drei gleichen Tönen die hoffnungslose Stimmung, aus der heraus das Lied entstand, besser eingefangen als die von Eisler abgeänderte Melodie.
Heute existieren weltweit mindestens 500 Versionen des Liedes in mehreren Sprachen; im Englischen ist es als The Peat Bog Soldiers bekannt, französisch als Chant des Marais, spanisch als Los soldados del pantano. Zu den bekanntesten Interpreten gehören Ernst Busch, Peter Rohland, Hein und Oss Kröher, Paul Robeson, Pete Seeger, Perry Friedman, The Dubliners und Hannes Wader. Neuere Bearbeitungen stammen von Die Grenzgänger, der Kölner Saxophon Mafia, Welle: Erdball, Liederjan, Die Toten Hosen, Die Schnitter, Michael von der Heide und Helium Vola.

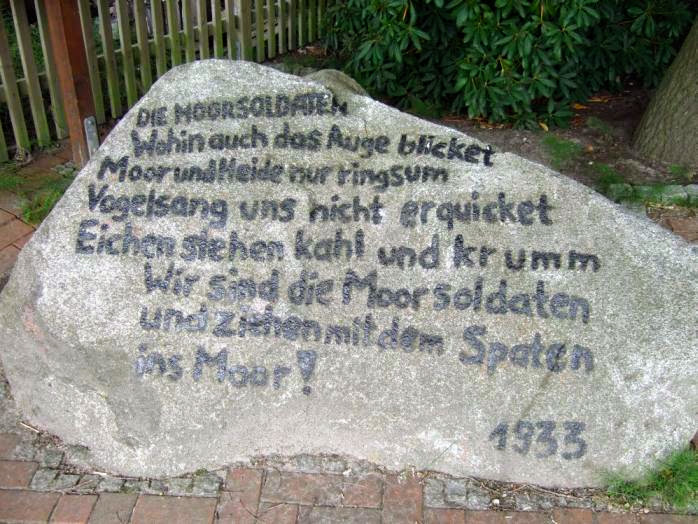
Gedenkstein mit den ersten Zeilen des Lieds der Moorsoldaten am Ort des ehemaligen KZ Börgermoor im Jahr 2008

Das Dokumentations- und Informationszentrum (DIZ) Emslandlager in Papenburg gab 2002 eine Doppel-CD Das Lied der Moorsoldaten heraus, auf der mehr als 30 verschiedene Versionen des Liedes und Wortbeiträge, unter anderem von Rudi Goguel, enthalten sind. Aus Anlass des 75-jährigen Bestehens des Liedes wurde am 27. August 2008 eine zweite Auflage herausgegeben.
Im DIZ in Papenburg und in der Gedenkstätte Esterwegen ist auch die Geschichte der Moorsoldaten, wie sich die politischen Häftlinge der frühen Konzentrationslager Börgermoor, Esterwegen und Neusustrum selbst bezeichneten, und die der anderen Häftlinge der Emslandlager 1933 bis 1945 unter anderem in Ausstellungen dokumentiert. Das DIZ verwahrt in seinem Archiv zudem die weltweit größte Sammlung zum Lied der Moorsoldaten. Die Geschichte des Liedes, einschließlich seiner Wirkungsgeschichte, wurde vor allem von Fietje Ausländer erforscht. Anlässlich des 90. Jahrestages der Uraufführung im August 2023 beantragte die Stiftung Gedenkstätte Esterwegen die Aufnahme des Liedes in das Bundesweite Verzeichnis des immateriellen Kulturerbes.

## Aufnahmen und Tonträger
- Das Lied der Moorsoldaten: „1933 bis 2000“; Bearbeitungen, Nutzungen, Nachwirkungen. [hrsg. vom Dokumentations- und Informationszentrum (DIZ) Emslandlager (Papenburg), in Kooperation mit der Stiftung Deutsches Rundfunkarchiv Frankfurt am Main – Potsdam-Babelsberg. Texte: Fietje Ausländer, Susanne Brandt, Guido Fackler]. – Papenburg: Dokumentations- und Informationszentrum Emslandlager, 2. Auflage 2008. – 2 CDs, ISBN 978-3-926277-17-6.
- Weiß ich, was ein Mensch ist? Lieder gegen das Vergessen. DIZ Emslandlager, Papenburg 1997. 2 CDs, DNB 356127737.
- Die Moorsoldaten. EP-CD mit vier Liedern. HOFA GmbH, Karlsdorf-Neuthard 2015.[8]